# Maksar al-Hisan
Maksar al-Hisan (arab. ‏مكسر الحصان‎) – wieś w Syrii, w muhafazie Hims. W spisie z 2004 roku liczyła 811 mieszkańców.
Podczas wojny w Syrii, we wrześniu 2013 wieś została zaatakowana przez terrorystów Dżabhat an-Nusra, którzy w przeciągu 10 godzin zamordowali co namjmniej 22 mieszkańców Maksar al-Hisan. 11 września 2013 wieś została odbita przez oddział syryjskiej armii.